# Jungferntal-Rahm
Jungferntal-Rahm, Dortmund-Jungferntal-Rahm – dzielnica miasta Dortmund w Niemczech, w kraju związkowym Nadrenia Północna-Westfalia, w okręgu administracyjnym Huckarde.